# Patricio Antonio Madzina
Patricio Antonio Madzina (1978. augusztus 30. –) mozambiki válogatott labdarúgó.

## Mérkőzései a mozambiki válogatottban
| #  | Dátum                | Ellenfél | Eredmény           | Kiírás                   | Esemény |
| -- | -------------------- | -------- | ------------------ | ------------------------ | ------- |
| 1. | 1998. szeptember 12. | Namíbia  | 1 – 2              | Cosafa-kupa csoportkör   | 77'     |
| 2. | 1999. augusztus 7.   | Zambia   | 1 – 1 (t.e.:3 - 4) | Cosafa-kupa negyeddöntő  | 62'     |
| 3. | 2000. április 9.     | Szudán   | 0 – 1              | Vb-selejtező             | 60'     |
| 4. | 2002. április 7.     | Lesotho  | 2 – 0              | Cosafa-kupa első forduló | 79'     |